# Osip Vasil'evič Aptekman
Osip Vasil'evič Aptekman, in russo: Осип Васильевич Аптекман (Pavlohrad, 30 marzo 1849 – Mosca, 8 luglio 1926), è stato uno scrittore e rivoluzionario russo.

## Biografia
Nacque nell'agiata famiglia di un commerciante ebreo di Pavlograd. La sua infanzia fu segnata da un grave episodio: suo padre, per non essersi tolto il cappello davanti a un ufficiale, fu picchiato davanti a tutta la famiglia. Gliene venne – scrive Osip nella sua Autobiografia – il sentimento, da cui non sarà più abbandonato, «di un odio implacabile per la violenza e di una calda simpatia per gli offesi, della lotta contro gli oppressori e i tiranni e della difesa degli oppressi», senza distinguere gli esseri umani in base alla loro nazionalità o alla fede religiosa.
Alla maturità, ottenuta nel 1869, nel tema su L'importanza del regno di Caterina II, che ottenne il primo premio, scrisse che «la rivolta di Pugačëv contro la servitù della gleba era giusta», facendo sensazione tra insegnanti e compagni.
Nel 1870 Aptekman entrò all'Università di Char'kov per studiarvi medicina. Al centro del movimento giovanile della città era Elizaveta Solnčeva, «fervida sostenitrice dell'emancipazione della donna», futura fondatrice dell'Unione operaia della Russia meridionale, e dal fisico Jaroslav Koval'skij, assistente universitario. Da quel gruppo di giovani, dalla lettura delle Lettere storiche di Lavrov e dalla rivoluzione rappresentata dalla Comune di Parigi Aptekman ricevette la prima spinta ad interessarsi di questioni politiche.
Nel 1871 si trasferì a San Pietroburgo per frequentarvi l'Accademia medico-chirurgica; la capitale raccoglieva diversi gruppi rivoluzionari e Aptekman conobbe gli elementi del circolo Čajkovskij. Quando negli anni 1873-1874 venne l'impulso dell'«andata nel popolo», Aptekman, che aveva letto Darwin, Marx e Černyševskij, era all'ultimo anno del corso universitario e si stava preparando per l'esame finale.
Decise tuttavia di lasciare l'Università e nella primavera del 1874 partì per la provincia di Pskov per svolgere propaganda socialista tra i contadini. Lavorò in un ospedale gestito da donne cristiano-ortodosse e si convertì al cristianesimo: «mi ero così avvicinato ai contadini con i quali sarei vissuto».
Nella primavera del 1875 ottenne un impiego da paramedico in un ospedale della provincia di Penza. Anche qui poteva avere la possibilità di fare propaganda, ma si rese conto che «la promozione del socialismo nelle attuali condizioni delle persone non poteva avere successo». Era il riconoscimento del fallimento dell'«andata nel popolo». Legatosi a un gruppo populista attivo a Rostov e a Char'kov, nel 1877 Aptekman andò a Pietroburgo quale suo delegato per stabilire accordi con i populisti della capitale.
Nasceva così Zemlja i Volja, la cui attività consistette ancora nell'invio di attivisti nei villaggi contadini. Aptekman lavorò nella provincia di Saratov con Aleksandr Michajlov e poi, quando l'inutilità della propaganda nelle comunità contadine rese necessario un cambiamento di programma, nella primavera del 1879 tornò a Pietroburgo per collaborare con Plechanov nell'attività di proselitismo tra gli operai.
I primi atti di terrorismo divisero l'organizzazione e il congresso di Voronež, tenuto ai primi di luglio del 1879, si concluse con un precario accordo tra le due anime di Zemlja i Volja, quella rappresentata dai fautori del terrorismo politico e il gruppo di Plechanov, contrario al terrorismo e alla lotta politica. La scissione avvenne due mesi dopo, con la formazione di Narodnaja Volja e di Čërnyj peredel, cui aderì anche Aptekman, che avrebbe però voluto che i due gruppi avessero continuato a lavorare insieme sotto la comune sigla di Zemlja i Volja.
Aptekman fu arrestato il 31 gennaio 1880 e dopo quasi due anni di carcere fu deportato nel villaggio di Ust'-Majskoe, nella Jakuzia. Rilasciato alla fine del 1886, cercò di finire gli studi di medicina, ma le autorità gli negarono il permesso. Così, nel 1887 emigrò in Germania e a Monaco di Baviera si avvicinò ai socialdemocratici, senza aderire ancora alla socialdemocrazia marxista: «il mio socialismo utopistico populista non si era ancora esaurito». Nell'estate del 1888 andò in Svizzera a trovare i vecchi amici di Čërnyj peredel, Aksel'rod, Vera Zasulič e Plechanov, che avevano fondato il nuovo gruppo dell'Emancipazione del lavoro.
Tornato in Russia, fece il medico in un paese della provincia di Saratov, negli anni di una grande carestia, e si ammalò gravemente di tifo. Nella primavera del 1894 tentò di costituire con Natanson e Tutčev la società clandestina «Narodnoe pravo», (Народное Право, Diritto popolare) che avrebbe dovuto avere obiettivi politici democratici. La società fu presto soppressa dal regime zarista.
Dopo aver lavorato dal 1894 al 1895 come psichiatra in un ospedale della provincia di Nižnij Novgorod, Aptekman aderì a un gruppo socialdemocratico di Smolensk e poi a uno di Ufa. La Rivoluzione del 1905 lo colse mentre lavorava in un ospedale di Vilnius. Qui fu un attivo propagandista e alla reazione che soppresse la prima Duma cercò di reagire organizzando una rivolta armata. Arrestato nel 1906, dopo sei mesi di carcere fu rilasciato e ottenne il permesso di espatriare.
In Svizzera s'iscrisse al Partito socialdemocratico menscevico, da cui si separò nel 1914, non potendo condividere il loro appoggio alla guerra. Tornò in Russia nel 1917 e aderì alla Rivoluzione. Lavorò ancora come medico, ma si occupò soprattutto della storia del populismo, pubblicando poco prima della morte, avvenuta nel 1926, alcune monografie di rivoluzionari e una storia di Zemlja i Volja.

## Scritti
- Dalla storia del populismo rivoluzionario. La Zemlja i Volja degli anni Settanta, San Pietroburgo, 1907
- Gleb Ivanovič Uspenskij, Mosca, 1922
- La società Zemlja i Volja degli anni Settanta, Pietrogrado, 1924
- Georgij Valentinovič Plechanov, Leningrado, 1924
- Vasilij Vasil'evič Bervi-Flerovskij, Leningrado, 1925
- Autobiografia, Dizionario enciclopedico Granat, Mosca, 1948